# Tilhere
Tilhere (mort en 780 ou 781) est un prélat anglo-saxon de la fin du VIIIe siècle. Il est évêque de Worcester de 777 à sa mort.

## Biographie
Tilhere est sacré en 777 et succède à Wærmund comme évêque de Worcester. Il meurt trois ou quatre ans plus tard, en 780 ou 781, et Heathored lui succède.
D'après une tradition attestée à partir du XIVe siècle dans les Annales prioratus de Wigornia, Tilhere aurait été l'abbé du monastère de Berkeley, dans le Gloucestershire, avant de devenir évêque de Worcester. La chronique de Jean de Worcester (XIIe siècle) le décrit également comme abbé, sans préciser de quel monastère. Bien que ce fait ne figure que dans des sources postérieures à la conquête normande de l'Angleterre, l'historien Allan Scott McKinley considère qu'il est plausible dans la mesure où les moines de Worcester n'auraient eu a priori aucun intérêt à s'inventer un lien avec Berkeley. Il souligne qu'un abbé nommé Tilhere apparaît comme témoin sur deux chartes des rois des Hwicce.